# Thuban
Thuban (Alfa Draconis / α Dra / 11 Draconis) es una estrella en la constelación del Dragón.
Tiene magnitud aparente +3,67 y, pese a ostentar la denominación de Bayer «Alfa», es solo la octava estrella más brillante en la constelación.
Está situada a 309 años luz del sistema solar.

## Nombre
El nombre de Thuban proviene del árabe ثعبان (Th'uban, «la cabeza de la serpiente»). Este era el nombre que los antiguos astrónomos árabes usaban para toda la constelación del Dragón, y a esta estrella posiblemente la llamaran Adib (Al Dhi’bah, «la hiena»).

## Estrella polar
Entre el 2900 y el 2700 a. C., Thuban fue la estrella polar en el hemisferio norte, como actualmente lo es Polaris (α Ursae Minoris). Debido al movimiento de precesión (que es la oscilación periódica del eje de la Tierra cada 25 776 años), Thuban paulatinamente dejó de marcar el norte terrestre. Hacia el 1900 a. C. la estrella Kochab (β Ursae Minoris) comenzó a sustituir a Thuban como estrella polar.
Egiptólogos como Heinrich Karl Brugsch creían que las pirámides de Gizeh, en Egipto habían sido construidas desde un principio de modo que estuvieran orientadas hacia Thuban. Sin embargo en el momento en el que se propuso esa teoría se pensaba que las pirámides de Gizeh estaban construidas dos siglos antes.

## Características físicas
Thuban es una gigante caliente de tipo espectral A0III con una temperatura superficial de 9840 K.
Es 300 veces más luminosa que el Sol y la medida de su diámetro angular —0,571 milisegundos de arco— permite evaluar su diámetro real, 5,8 veces más grande que el del Sol.
Su contenido metálico es algo superior al solar ([Fe/H] = +0,12).
De acuerdo con su condición de gigante, en su núcleo ha terminado la fusión de hidrógeno en helio.
Thuban es una binaria espectroscópica, es decir, su naturaleza binaria se ha establecido por el desplazamiento Doppler de sus líneas espectrales. Nada se sabe de la estrella acompañante, salvo que tarda 51,417 días en completar una órbita alrededor de su brillante compañera.